# Helsingborgs fyr och lotshus
Helsingborgs fyr och lotshus står på Parapeten vid Helsingborgs hamn och är ett av få svenska exempel på att fyrtorn och lotsstation samordnats. Byggnaden skyddades som statligt byggnadsminne den 7 december 2017.

## Beskrivning
Det kombinerade fyr- och lotshuset uppfördes 1888–1889 efter ritningar av ingenjör John Höijer i samband med byggandet av Norra hamnen. Fyren tändes för första gången den 24 oktober 1889. Strax norr om byggnaden står en vindvisare som förr visade vindstyrka och vindriktning vid Varberg. Vindvisaren plockades ner 1953 och placerades på Fredriksdal museer och trädgårdar fram till 1994, varefter den återfördes till sin gamla placering. 
Byggnaden består av en envåningsbyggnad med inredd vid med ett tre våningar högt, åttakantigt fyrtorn i söder. Fyrtornets lamphus är dock runt. Byggnadsmaterialet är rött tegel i kryssförband med inslag av gulmålad puts i sockeln, fönsteromfattningarna samt balustraden och konsolerna till lamphusets balkong. Den lägre byggnadsdelen täcks av ett valmat tak med inslag av takkupor, medan fyrtornet kröns av en kupol. Alla tak är täckta av bandplåt. Till fyr- och lotshuset hör även en mindre förråds- och toalettbyggnad i ett plan, som är utförd i gult förbländertegel och vilar på en grå, putsad sockel. Byggnaden uppfördes 1910 och har välutförda detaljer i form av de profilerade fönsterbänkarna, takfotssparraren och sockelgesimsen.

## Ägande och kulturskydd
Fyren ägs av Statens fastighetsverk och förvaltas av Sjöfartsverket (marken förvaltas av kommunen). Efter en utredning utförd av fastighetsverket 2009 har det dock beslutats att fastigheten inte är tillräckligt kulturhistoriskt unik för att motivera fortsatt statligt ägande. Byggnaden tillsammans med förrådsbyggnaden klassificeras i Helsingborgs stads bevarandeprogram för stadskärnan från 2002 som "särskilt värdefull bebyggelse" enligt äldre plan- och bygglagen (3:12§). Byggnaden skyddades som statligt byggnadsminne den 7 december 2017 med motiveringen "det kombinerade fyr-, lots- och bostadshuset i Helsingborgs hamn är ett kännemärke för staden. Byggnaden har en förhållandevis påkostad arkitektur och har haft stor betydelse för sjöfarten i Öresund och färjetrafiken mellan Sverige och Danmark."